# Ryūsei/Sharirara
Ryūsei/Sharirara (流星 / シャリララ?) è il terzo singolo del gruppo musicale giapponese Flow pubblicato il 18 febbraio 2004. Il singolo ha raggiunto la dodicesima posizione della classifica Oricon dei singoli più venduti in Giappone, vendendo 48 194 copie.

## Tracce
CD singolo KSCL-914
1. Ryuusei (流星)
2. Sharirara (シャリララ)
3. 3 Byou Mae (３秒前)
4. Ryuusei ~Suisou Gakudan Version~ (~吹奏楽団バージョン~)

Durata totale: 13:11

## Classifiche
| Classifica (2004) | Posizione massima |
| ----------------- | ----------------- |
| Giappone (Oricon) | 12                |